# 哈迪·巴赫拉
哈迪·巴赫拉（阿拉伯語：هادي البحرة，1959年1月1日—）末任叙利亚反对派和革命力量全国联盟主席，亦曾是叙利亚反对派领导人之一。之前，他担任叙利亚和谈的驻瑞士日内瓦首席谈判代表。
2014年7月9日，巴赫拉以62票当选叙利亚反对派和革命力量全国联盟主席，击败41票的莫法奇·内拉比亚。